# Lema borboniae
Lema borboniae là một loài bọ cánh cứng trong họ Chrysomelidae. Loài này được Jolivet miêu tả khoa học năm 1979.